# Туризинд
Туризинд (на латински: Turisindus; Turisind, Thurisin, Thurisind, Thoriswinth) e крал на гепидите (rex Gepidorum) през 6 век (548 – 560).

## Управление
След смъртта на крал Елемунд († 548) Туризинд изгонва неговия малолетен син Устригот и се възкачва на трона. Резиденцията му е в Сирмиум (днес Сремска Митровица в Сърбия).
През 512 г. той омъжва дъщеря си Аустригуза (или Острогота) за лангобардския крал Вахо (упр. 510 – 540).
През 547 г. лангобардите се заселват в Панония, съвсем близо до гепидите. През 547 г. избухва война с гепидите, при която лангобардите са подпомагани от източноримски помощни войски. Туризинд се съгласява на прекратяване на военните действия.
През 552 г. гепидите са победени от лангобардите. Турисмод, синът на Туризинд, е убит в битката при Асфелд от Албоин. Юстиниан I уговаря един (временен) мирен договор.
Туризинд умира през 560 г. и на трона го наследява син му Кунимунд († 567).